# Tilapia brevimanus
Tilapia brevimanus es una especie de peces de la familia Cichlidae en el orden de los Perciformes.

## Morfología
Los machos pueden llegar alcanzar los 24,8 cm de longitud total.

## Distribución geográfica
Se encuentran en África: desde Guinea-Bissau (ríos  Geba y  Corubal) hasta el este de Liberia (río Cess). También en Costa de Marfil Gambia.